# Huitième secteur de Marseille
Le VIIIe secteur de Marseille comprend les 15e et le 16e arrondissements de la ville.

## Histoire
La loi n°75-1333 du 31 décembre 1975 regroupe les arrondissements de Marseille pour l'élection du conseil municipal : le VIIIe secteur est alors composé des 15e et le 16e arrondissements.
En 1982, le nombre de secteurs est réduit et les arrondissements du VIIIe secteur deviennent le VIe secteur.
Les secteurs sont de nouveau redécoupés en 1987 : le VIIIe secteur est recréé avec de nouveau les 15e et 16e arrondissements.

## Politique
Le conseil du VIIe secteur compte 36 membres, dont 12 siègent également au conseil municipal de Marseille.
Longtemps acquis au PCF, le VIIIe secteur est dominé par le PS depuis 2008.
| Élection | Arrdt.           | Nom               | Parti            | Parti            |
| -------- | ---------------- | ----------------- | ---------------- | ---------------- |
| 1983     | Secteur supprimé | Secteur supprimé  | Secteur supprimé | Secteur supprimé |
| 1989     | 15e et 16e       | Lucien Vassal     |                  | PS diss.         |
| 1995     | 15e et 16e       | Guy Hermier       |                  | PCF              |
| 2001     | 15e et 16e       | Frédéric Dutoit   |                  | PCF              |
| 2008     | 15e et 16e       | Samia Ghali       |                  | PS               |
| 2014     | 15e et 16e       | Samia Ghali       |                  | PS               |
| 2017     | 15e et 16e       | Roger Ruzé        |                  | PCF puis DVG     |
| 2020     | 15e et 16e       | Nadia Boulainseur |                  | DVG              |